# Suchoi Su-9
Die Suchoi Su-9 (russisch Сухой Су-9) war ein einsitziges sowjetisches Kampfflugzeug, das in den 1950er-Jahren als Abfangjäger entwickelt wurde. Die konstruktive Auslegung der Su-9 hat sehr große Ähnlichkeit mit der bei der MiG-21 gewählten Konzeption. Daher wurde ihr auch die NATO-Codebezeichnung „Fishpot“ in Anlehnung an die MiG-21 „Fishbed“ gegeben.

## Entwicklung und Einsatz
Die Su-9B war ein aus dem Versuchsmuster T-3 abgeleiteter Deltaflügler, ihr direkter Prototyp war die T-43. Konstruktiv waren beim Bau große Anleihen bei der Su-7B genommen worden, was die Fertigung rationalisieren sollte. Die Su-9 sollte als Abfangjäger insbesondere gegen Bomber in den Weiten der Sowjetunion zum Einsatz kommen. Die noch nicht flächendeckende Radaraufklärung dieser großen Gebiete machte es erforderlich, dass die Su-9 selber weitreichende Radaranlagen mitführte, ganz im Gegensatz zum deutlich kleineren, aber optisch recht ähnlichen Frontjäger MiG-21. Gemäß diesem Einsatzzweck fiel die gesamte elektronische Ausrüstung deutlich umfangreicher aus, auch wenn die Reichweite für diese Aufgabe recht gering war. Gemäß der damaligen Philosophie verzichtete man auf den Einbau von Rohrwaffen und sah eine reine Raketenbewaffnung vor. Der Serienbau begann 1958. Neben der Abfangjägerversion Su-9B existierte noch eine doppelsitzige Schulversion Su-9U (Werksbezeichnung U-43) mit verlängertem Rumpf. Sie flog am 25. Januar 1961 erstmals und wurde von 1961 bis 1962 in einer Stückzahl von 50 gebaut. Von den einsitzigen Versionen wurden 1066 Exemplare gefertigt. Der größte Teil davon, 84 %, entstand im Nowosibirsker Werk Nr. 153, der Rest stammt aus dem Werk Nr. 30 in Moskau.
Ab Juni 1959 erfolgte die Auslieferung an die sowjetische Luftverteidigung und im Oktober 1960 die offizielle Übernahme in deren Bewaffnung.
Die Su-9 wurde nicht exportiert, war aber auch im Ausland stationiert, darunter spätestens ab 1961 in der DDR. In den Einsatzgeschwadern wurde die Su-9 „Karandasch“ (dt.: „Bleistift“) genannt. 1967 begann ihre teilweise Ablösung durch die Su-11, eine modernisierte und vor allem allwetterkampffähige Version der Su-9, die jedoch in weitaus geringerer Stückzahl produziert wurde. 1976 war die Außerdienststellung abgeschlossen.

## Verbleib

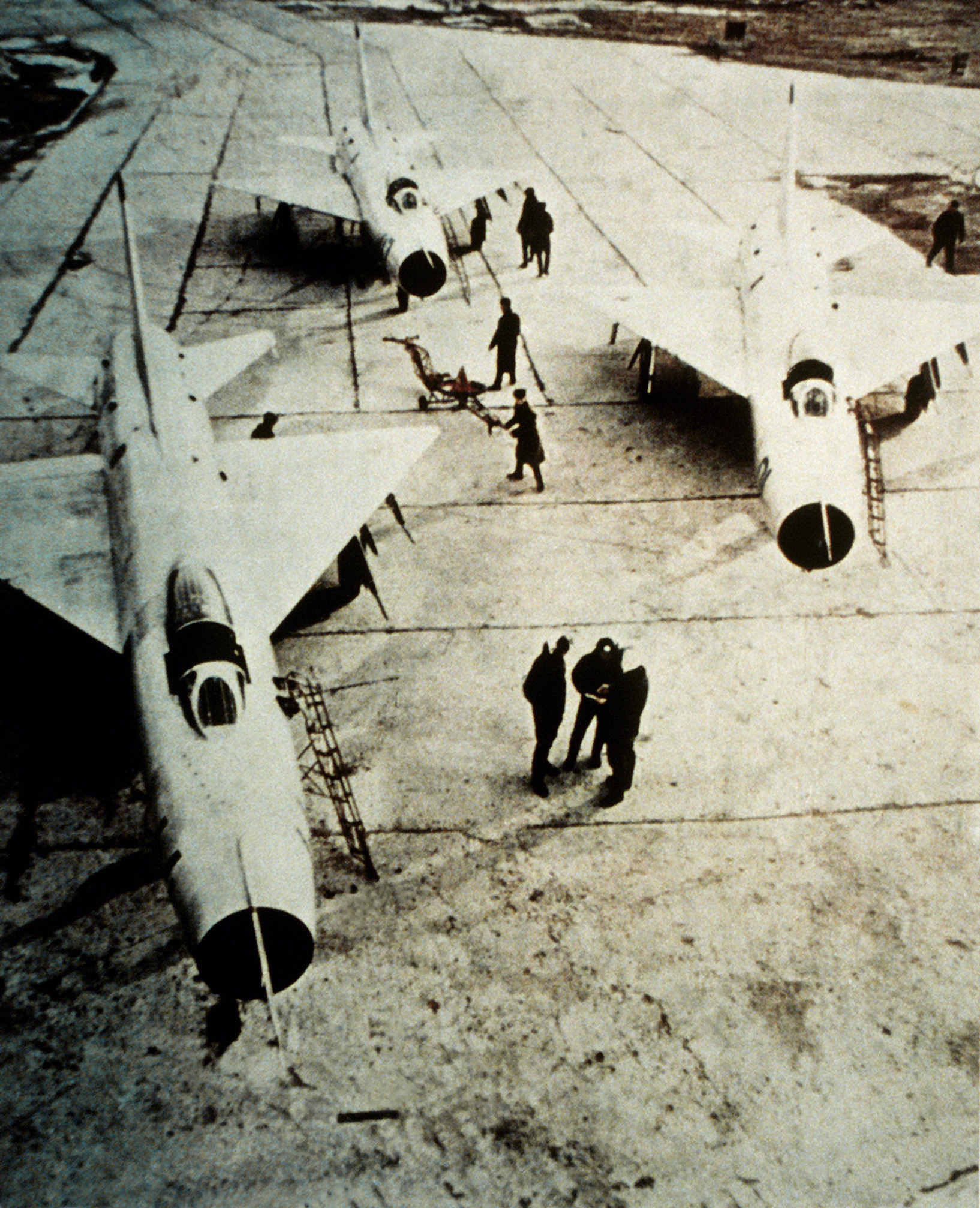
Drei Suchoi Su-9, 1982

Die letzten Exemplare wurden in der Sowjetunion um 1980 außer Dienst gestellt. Knapp 20 Maschinen sind in nicht flugfähigem Zustand erhalten, zumeist in der Nähe existierender oder ehemaliger Militärflugplätze:
- in Russland als Denkmäler in Archangelsk (Talagi), Bobrowka (bei Kinel), Burmistrowo (bei Iskitim), Karmanowo (bei Gagarin), Krasnaja Gorbatka, Kupino, Liwny, Otradny, Pensa, Stawropol und Toropez sowie als Museumsexponate in Kubinka, Monino (Zentrales Museum der Luftstreitkräfte) und Safonowo
- in Belarus als Denkmäler in Homel, Klimawitschy und Krytschau (2)
- in Kasachstan als Denkmal auf dem Flughafen des Kosmodroms Baikonur

## Versionen
T-405
Prototyp der Su-9, welcher auch als T-43 bezeichnet wird.
Su-9 („Fishpot-A“)
Erste Serienausführung
Su-9B („Fishpot-B“)
Spätere Hauptproduktionsvariante
Su-9U („Maiden“)
Doppelsitzige Trainervariante mit verkleinerten Treibstofftank, welche gleichwertig bewaffnet und ausgerüstet ist wie die Su-9B. Es wurden 50 Maschinen produziert.
T-43-1
Rekordversion

## Rekorde
- 14. Juli 1959: 28.852 m absolute Höhe, Wladimir Sergejewitsch Iljuschin, T-43-1.[6] Dieser Rekord stand bis zum 6. Dezember 1959, als Lawrence E. Flint, Jr. ihn mit der McDonnell XF4H überbot.
- 28. Mai 1960: 2092 km/h auf einem 100-km-Rundkurs, Boris Adrianow. Der von einer F-105 seit dem 11. Dezember 1959 gehaltene 100-km-Rekord (1878,67 km/h) wurde überboten. Der Rekord der Su-9 stand bis zum 16. September 1960, als eine Je-66 ihn übertraf.
- 4. September 1962: 21.170 m Höhe im Horizontalflug, W. Iljuschin, T-43-1.[7] Dieser Rekord wurde eine Woche später von Pjotr Ostapenko in der Mikojan-Gurewitsch Je-166 übertroffen.
- 25. September 1962: 2337 km/h auf einem 500-km-Rundkurs, Anatoli Kosnow.[7] Der von einer F-4 seit dem 5. September 1960 gehaltene 500-km-Rekord (1958,2 km/h) wurde überboten. Als Rekordhalter wurde die Su-9 am 1. Mai 1965 von einer Lockheed YF-12 abgelöst.

## Militärische Nutzer
Sowjetunion PWO (Sowjetische Luftverteidigungsstreitkräfte)
- 1000 × Su-9 („Fishpot-A/B“)
- 50 × Su-9U („Maiden“)

## Technische Daten

Dreiseitenriss Suchoi Su-9

| Kenngröße             | Daten Su-9B                                              |
| --------------------- | -------------------------------------------------------- |
| Besatzung             | 1                                                        |
| Länge                 | 17,30 m                                                  |
| Spannweite            | 9,40 m                                                   |
| Höhe                  | 5,00 m                                                   |
| Flügelfläche          | 25,00 m²                                                 |
| Flügelstreckung       | 3,5                                                      |
| Startmasse            | normal 10.500 kg, maximal 13.500 kg                      |
| Flächenbelastung      | 540,00 kp/m²                                             |
| Höchstgeschwindigkeit | 2340 km/h                                                |
| Marschgeschwindigkeit | 1500 km/h                                                |
| Steiggeschwindigkeit  | 195 m/s                                                  |
| Gipfelhöhe            | 16.800 m                                                 |
| Reichweite            | 930 km                                                   |
| Triebwerke            | ein TL Ljulka AL-7F-1, 9810 kp (96,2 kN) mit Nachbrenner |

## Bewaffnung
Waffenzuladung von 1000 kg an vier Außenlaststationen
Luft-Luft-Lenkflugkörper
- 4 × Startschienen APU-68UM für je eine Swesda R-55 (AA-1B „Alkali“) – halbaktiver radargesteuerter Mittelstrecken-Luft-Luft-Lenkflugkörper
- 4 × Startschienen APU-19/20 für je eine Gruschin RS-2US (AA-1A „Alkali“ bzw. Kaliningrad K-5M) – radargesteuerter Mittelstrecken-Luft-Luft-Lenkflugkörper

Externe Behälter
- 2 × abwerfbarer Zusatztank ZB-350 für 350 Liter Kerosin

## DieandereSuchoi Su-9
Im Jahre 1946 gab es bereits eine Entwicklung mit der Bezeichnung Suchoi Su-9 unter der Projektbezeichnung K. Diese Maschine ähnelte der Messerschmitt Me 262 und war wie diese ein zweistrahliger Tiefdecker.